# Veľký Lipník
Veľký Lipník este o comună slovacă, aflată în districtul Stará Ľubovňa din regiunea Prešov, pe malul râului Lipník⁠(d). Localitatea se află la altitudinea de 569 m deasupra n.m., se întinde pe o suprafață de 27,51 km2 și în 2017 număra 967 de locuitori. Se învecinează cu comuna Stráňany.

## Istoric
Localitatea Veľký Lipník este atestată documentar din 1338.

## Demografie
| An:                | 1994 | 2004   | 2014   | 2024   |
| ------------------ | ---- | ------ | ------ | ------ |
| Număr de persoane: | 980  | 1010   | 977    | 895    |
| Diferență:         |      | +3,06% | −3,26% | −8,39% |

| An:                | 2023 | 2024   |
| ------------------ | ---- | ------ |
| Număr de persoane: | 901  | 895    |
| Diferență:         |      | −0,66% |